# Pseudischnoptera nigrofasciata
Pseudischnoptera nigrofasciata är en kackerlacksart som beskrevs av Rocha e Silva 1974. Pseudischnoptera nigrofasciata ingår i släktet Pseudischnoptera och familjen småkackerlackor. Inga underarter finns listade i Catalogue of Life.